# Who Wants to Be a Millionaire? (Australie)
Who Wants to Be a Millionaire? est la déclinaison australienne du jeu télévisé britannique éponyme. Diffusé de 1999 à 2008 sur la chaîne privée Channel Nine, le programme est remplacé par la suite par un nouveau jeu basé sur un concept similaire, Millionaire Hot Seat. À l'antenne durant neuf saisons, il était présenté par le journaliste Eddie Mc Guire.
Du 18 avril 1999 au 27 novembre 2007, 292 épisodes ont été diffusés sur les ondes de Channel Nine. 623 candidats ont répondu à quelque 6808 questions pour un total des gains estimé à 28 595 000 dollars australiens.
Le concept de l'émission était similaire à celui développé dans de nombreux autres pays, sur le modèle du programme initié au Royaume-Uni. Le but était de parvenir à remporter la somme maximale à l'issue de plusieurs questionnaires à choix multiple à la difficulté croissante. À l'origine, les candidats devaient répondre à onze questions pour remporter la somme de 1 million de dollars, avant que ce nombre ne passe à quinze, comme dans la majorité des versions nationales du jeu. En 2007, la somme maximale pouvant être remportée par les candidats passa brièvement à 5 millions de dollars, avant que le jeu ne soit remplacé par un spin-off du programme original, Millionaire Hot Seat, toujours présenté par Eddie Mc Guire.
Deux paliers avaient été aménagés afin que les candidats puissent espérer remporter une somme minimale : le premier palier était atteint à l'issue de la cinquième question (1000 dollars), le deuxième à l'issue de la dixième (32 000 dollars). En 2007, un bonus spécifique avait été créé, sous la forme d'une seizième question pouvant potentiellement permettre aux candidats de remporter 5 millions de dollars. Ainsi, après avoir atteint la question à 1 million de dollars, les candidats pouvaient choisir de garder cette somme ou de remettre en jeu leurs gains, multipliant la somme maximale par cinq en cas de victoire, mais retombant à 32 000 dollars en cas de mauvaise réponse.
Dans la version australienne du jeu, les candidats pouvaient compter sur quatre jokers : le 50/50 (Fifty-Fifty), l'appel à un ami (Phone a friend), l'avis du public (Ask the audience) et le switch (Flip), qui permettait de changer de question en cas de difficultés. 
De nouvelles règles étaient cependant édictées en 2007, notamment en ce qui concernait la possibilité de recourir à un ami. Ainsi, si à l'origine les candidats devaient simplement fournir les numéros de téléphone de trois de leurs amis, lesquels étaient appelés à leur domicile et pouvaient donc aisément effectuer des recherches, les nouvelles règles imposaient la présence des amis dans un studio régional de Channel Nine, afin qu'ils ne répondent que sur la base de leurs seules connaissances. Parmi les autres changements apportés en 2007, les candidats qui mettaient trop de temps à répondre pouvaient se voir imposer un délai de soixante secondes pour répondre, faute de quoi ils devaient repartir avec leurs gains.
Au cours des neuf saisons durant lesquelles le programme a été diffusé, seuls deux candidats sont parvenus à remporter la somme de 1 million de dollars (le premier en octobre 2005, le second un mois plus tard).